# Louis Choris
Louis Choris (1795-1828) foi um pintor e explorador germano-ucraniano. Ele foi um dos primeiros desenhistas para expedições de pesquisa.

## Imagens

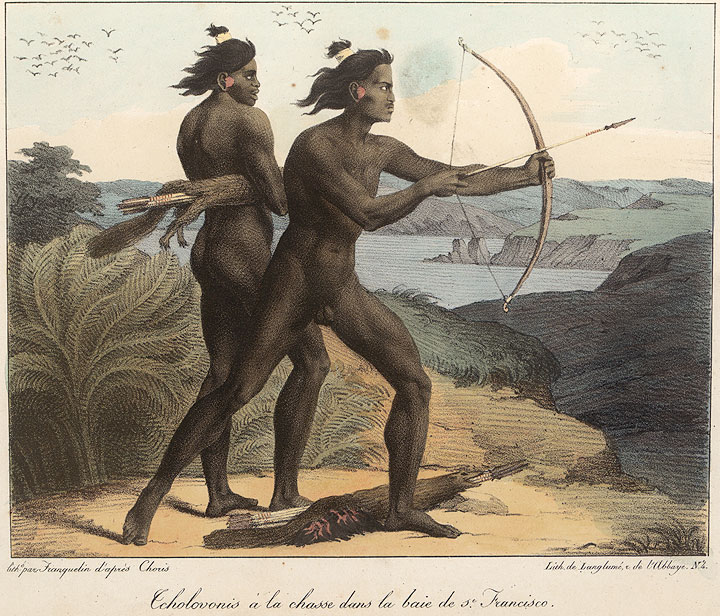
Indígenas na Baía de São Francisco
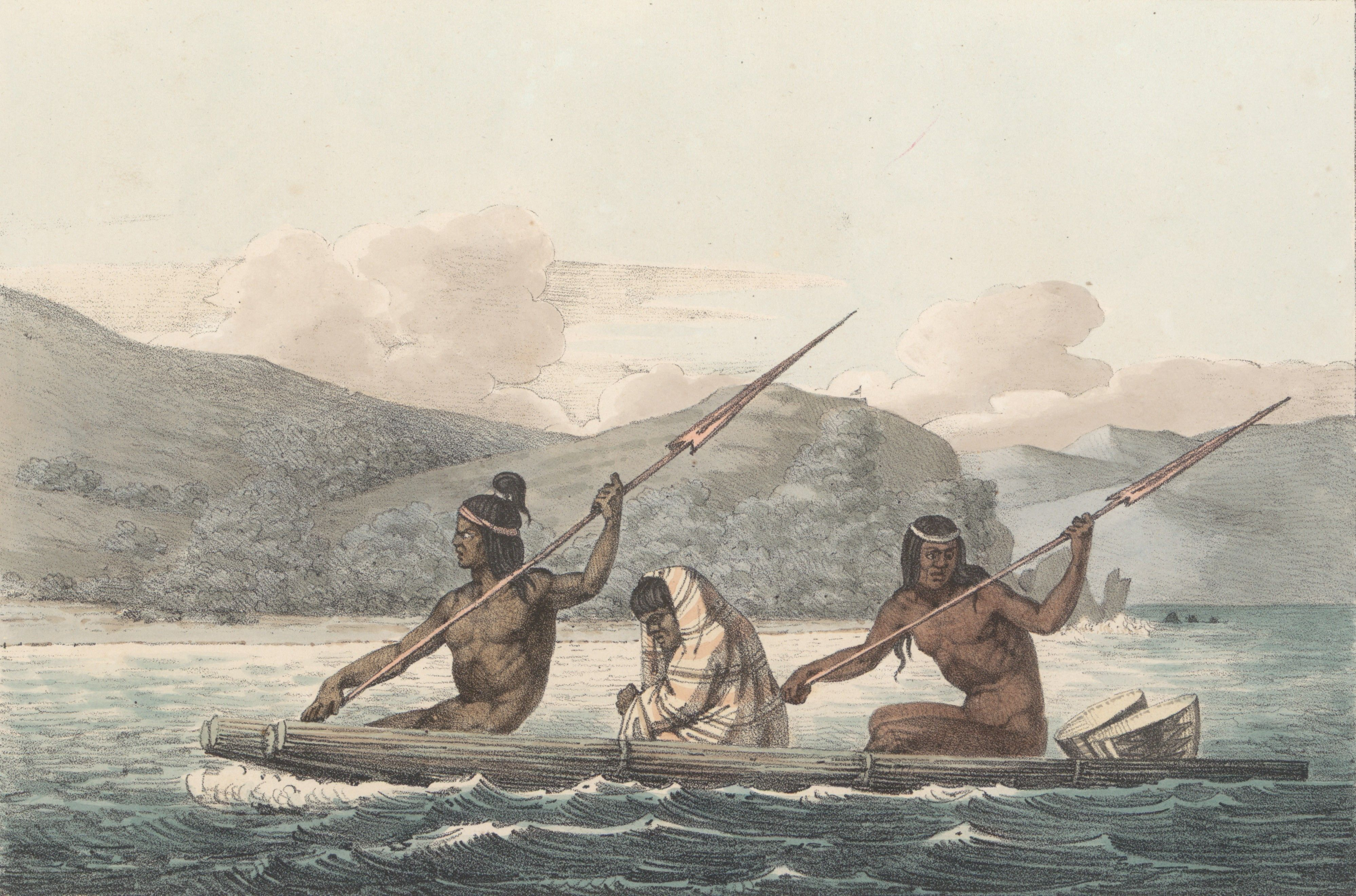
Indígenas Ohlone na Baía de São Francisco — Louis Choris, 1816, publicado em 1822
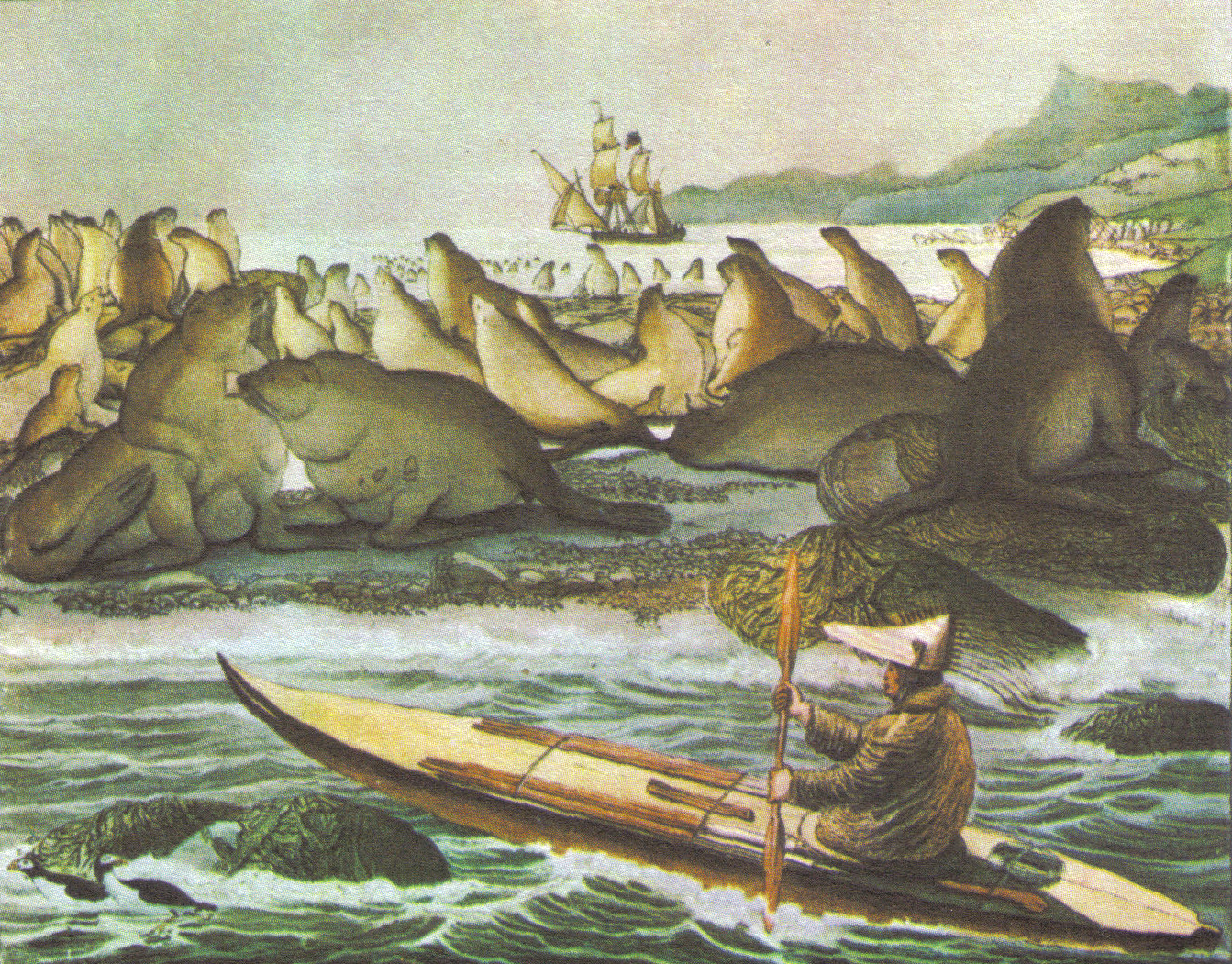
Perto da Ilha de São Paulo (Alasca), no Mar de Bering
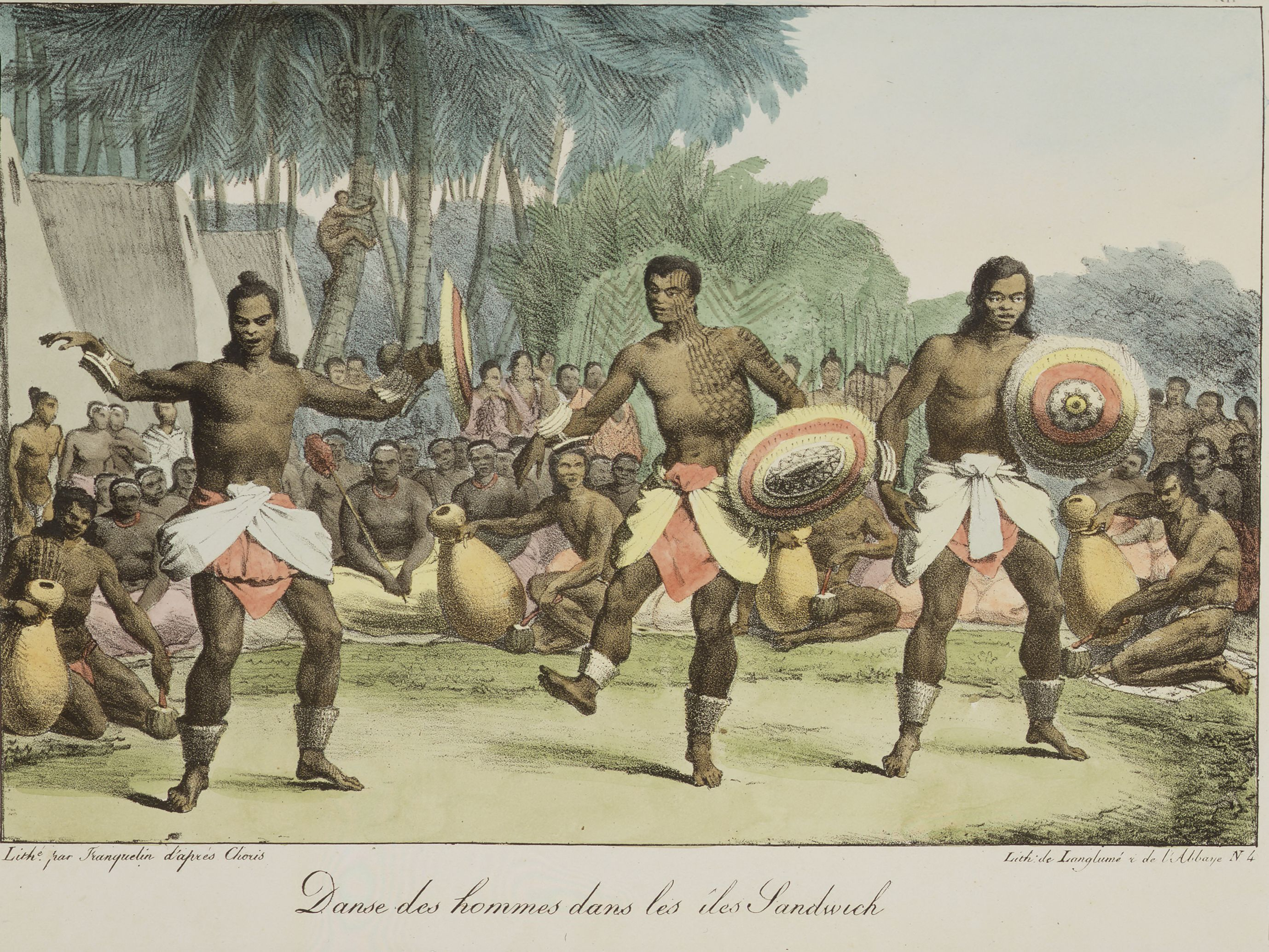